# Gál Sándor (író)
Gál Sándor (Búcs, 1937. november 29. – Buzita, 2021. május 28.) József Attila-díjas (1994) szlovákiai magyar költő, író, publicista. A Magyar Művészeti Akadémia Irodalmi Tagozatának tagja (2005).

## Élete
1944-ben kezdte meg általános iskolai tanulmányait. A második világháború után Érsekújvárban, Párkányban illetve Ipolybélen tanult. A gadóci mezőgazdasági technikumban érettségizett.
1962-1969 között a pozsonyi Szabad Földműves c. lapot szerkesztette. Ezután két évig a kassai Thália Színház dramaturgjaként működött, s itt mutatták be 1970-ben A szürke ló című mesejátékát. Főleg újságszerkesztésből, újságírásból tartotta fenn magát. 1971-től A Hét kelet-szlovákiai riportere, 1992-től a kassai Keleti Napló főszerkesztője.
Írásait szociográfiai jellegű dokumentumelemek gazdagítják. Szinte mindvégig sajátja a tárgyi hűség és a költői emelkedettség, erre utal közvetlenül szülőföldkönyvének címe: Mesét mondok, valóságot (Pozsony-Budapest, 1980).
A csehszlovákiai magyarság vérzivataros, megaláztatásokkal teli időszakát élte át maga is nemzedéktársaival, s ehhez képest kellett mégis megmaradni, ha lehetett, ahogyan lehetett. (Szabad vonulásban c. verskötete, 1969).
Irodalmi, anyanyelvi és közéleti-kulturális szerveződésekben is tevékenykedett. 1997-től a Tokaji Írótábor kuratóriumának elnöke. 1998 és 2003 közt az Anyanyelvi Konferencia társelnöke. A CSEMADOK Kassa-vidéki Választmányának elnöke (1994-2006), 2006-tól örökös tiszteletbeli elnöke.

## Művei

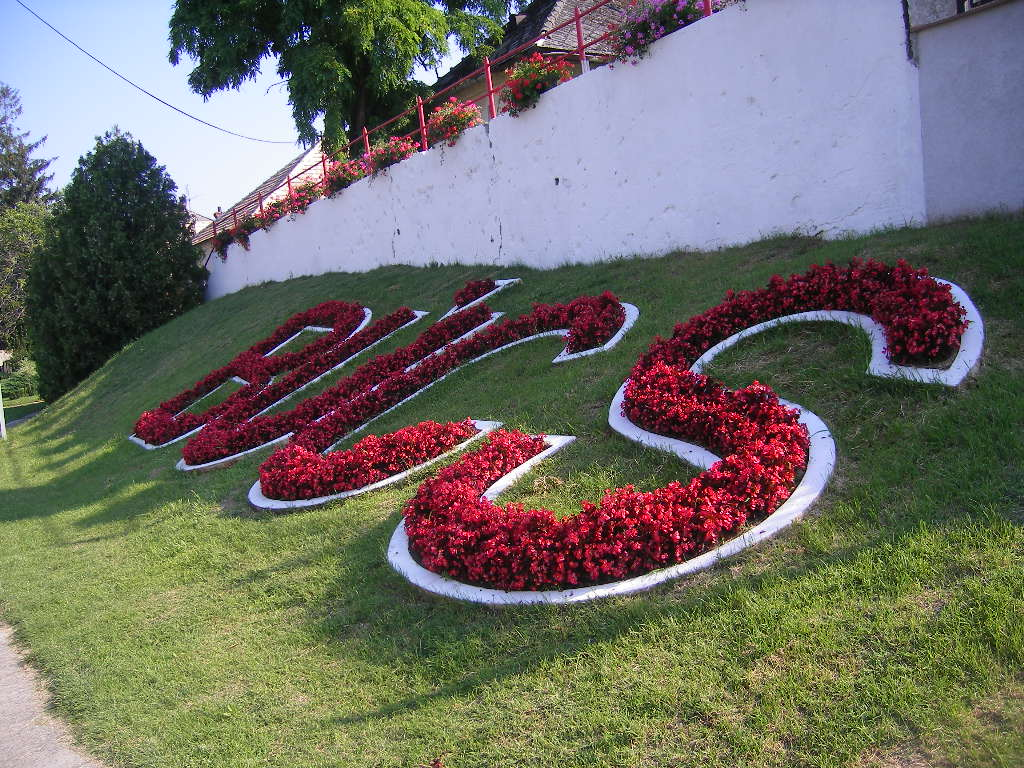
Egy kis parkosítás a költő szülőfalujában, Búcson

### Verseskötetei
- Arc nélküli szobrok (1964)
- Napéjegyenlőség. Versek; Tatran–Szépirodalmi, Bratislava–Bp., 1966
- Szabad vonulás (1969)
- Kőlapok (1973)
- Tisztább havakra (1976)
- Folyó (1978)
- Az Éden és a Golgota között (1984)
- Egyetlen idő (1988)
- Kettényílt napkorong (1992)
- A következő halál (1994)
- Szél (1996)
- Csupa Európa (1998)
- A hívás igézetében (1999)
- Új végtelen (2005)
- Kihalt évszakok; Madách-Posonium, Pozsony, 2007 (Magyar Antaeus könyvek)
- A tékozlás emlékei; Madách-Posonium, Pozsony, 2008
- Néhány lépés az udvar kövein; Kortárs, Bp., 2020 (Kortárs vers)

### Elbeszélései
- Nem voltam szent. Elbeszélések; Tatran–Szépirodalmi, Bratislava–Bp., 1968
- Múmia a fűben (1970)
- Első osztályú magány (1974)
- Fekete ménes (1981)
- Szép világ (2000)
- Tokaji aszú. Emlékek és gondolatok a Tokaji Írótábor évtizedeiről; fotó Sáray Ákos; Felsőmagyarország, Miskolc, 2007
- Mintha mindig alkonyat lenne. Emlék és napló; Madách-Posonium, Pozsony, 2011
- Belső univerzum. 80. életévem; Mosonvármegye, Feketeerdő, 2020

### Regényei
- A Kerek nagyasszonyhoz címzett fogadó (1999)
- A megérintett (2002)

### Gyermekirodalmi művei
- A szürke ló (mesejáték, 1972)
- Csikótánc (gyermekversek, 1975)
- Mese a Hétpettyes házikóról (gyermekregény, 1983)
- Hét-erdő (gyermekversek, 1992)
- Bújócska (gyermekversek, 1999)

### Irodalmi szociográfiái, riportkötetei, falumonográfiái
- Liliomos kürtök (riportok, 1979)
- Mesét mondok, valóságot (visszaemlékezések, 1980)
- Mélyutak (szociográfia, 1985)
- Ahol élünk (szociográfia, 1989)
- Emberségből példát (szociográfia, 1991)
- Átvilágítás (1997)
- Nagyida 750 (falumonográfia, 2001)
- Smink nélkül. A Vox Humana Színháztól a Kassai Tháliáig (2004)
- A Keleti napló története; Madách-Posonium, Pozsony, 2006

### Irodalmi publicisztikái
- Függőleges hullámzás (1964-1988 között írt esszék, tanulmányok, 1992)
- Írott beszéd (publicisztika, 1994)
- A megtorlás békéje (irodalmi publicisztikai írások, 1994)
- Az éjszaka horizontja (esszék, publicisztikák, naplójegyzetek, 1994)
- Két óceán között (útijegyzetek, 1997)
- A piramisok megmaradnak (irodalmi publicisztika, 2004)
- Esték és hajnalok (vadászélmények, 2007)
- Kitágult nap; Felsőmagyarország, Miskolc, 2015

### Válogatott és gyűjteményes kötetei
- Kavicshegyek (elbeszélések, 1979)
- Új Atlantisz (válogatott versek, 1982)
- Ítéletidő (válogatott elbeszélések, 1989)
- Európa vadonában (válogatott versek, 1991)
- Versek (versek, 2000)
- Egybegyűjtött művei I. Versek (2000)
- Egybegyűjtött művei II. Novellák (2001)
- 65 vers (versek, 2002)
- Egybegyűjtött művei III. Regények (2003)
- Egybegyűjtött művei IV. Szociográfiák (2003)
- Egybegyűjtött művei V. Írás és irodalom (2004)
- Egybegyűjtött művei VI. A Szövetség (2006)
- Egybegyűjtött művei VIII. Írott beszéd (2007)
- Csillagromok. Válogatott versek; szerk. Márkus Béla; MMA, Bp., 2022

## Díjak, elismerések
- Madách Imre-díj (1970)
- Alföld-díj (1982)
- A Madách Könyvkiadó nívódíja (1991)
- Berzsenyi-díj (1994)
- József Attila-díj (1994)
- Köztársasági Elnöki Arany Emlékérem (1997)
- A Szlovák Köztársaság ezüst plakettje (2002)
- Szabó Zoltán-díj (2002)
- Madách Posonium Életműdíj (2005)
- Joseph Pulitzer-emlékdíj (2009)